# Anthidium montanum
Anthidium montanum là một loài ong trong họ Megachilidae.

## Phân bố
Nó được tìm thấy ở Tây Ban Nha, Pháp, Đức, Thụy Sĩ, Áo, Ý, Slovenia, Slovakia, Ba Lan, tây bắc and miền nam Nga.

## Synonyms
Synonyms for this Loài gồm có:
- Anthidium montanum var flavomaculatum Friese, 1897
- Anthidium (Melanoanthidium) montanum Morawitz, 1865 ["1864"]